# Xinca
Xinca [šinka] byl domorodý jazyk obyvatel Guatemaly. V současnosti je to jazyk nezařazený, dříve se uvažovalo o jeho vztahu k jazyku lenka a ke kmeni makro-čibčských jazyků.